# Крсте Марковски
Крсте Марковски (1925), учесник Народноослободилачке борбе, друштвено-политички радник СФР Југославије и СР Македоније и јунак социјалистичког рада.

## Биографија
Крсте Марковски рођен је 26. фебруара 1925. године у Никофорову код Гостивара. Завршио је Вишу политичку школу „Ђуро Ђаковић“ у Београду.
У Народноослободилачку борбу је ступио 1941. године. Исте је године постао члан Комунистичке партије Југославије. За време рата био је на разним политичким дужностима.
После рата био је:
- председник Централног комитета Народне омладине Македоније од 1949. до 1953. године
- секретар Среског комитета СК Скопље до 1960. године
- председник Народног одбора Среза Скопље од 1960. до 1963. године
- председник Централног одбора Синдиката друштвених делатности од 1965. до 1967. године

Био је члан Централног комитета Савеза комуниста Југославије и секретаријата Савезног одбора Социјалистичког савеза радног народа Југославије. Био је и на другим руководећим функцијама друштвено-политичких организација, као што су председник Универзитетског савета у Скопљу и председник Туристичког савеза Македоније.
Биран је за републичког посланика у неколико сазива и у Организационо политичко веће Савезне скупштине од 1963. до 1967. године. Био је председник Републичког већа Собрања СР Македоније. Од маја 1982. до 5. маја 1984. године био је председник Централног комитета Савеза комуниста Македоније.
Носилац је Партизанске споменице 1941., Ордена јунака социјалистичког рада и више других одликовања.